# Томпсон, Уитни

Автограф

Уитни Ли Томпсон (англ. Whitney Lee Thompson, род. 26 сентября 1987) — американская фотомодель. Наиболее известна своей победой в 10 сезоне шоу «Топ-модель по-американски» (англ. America's Next Top Model). Она стала первой победительницей в этом шоу размера «плюс».

## Биография

### Ранняя жизнь
Уитни родилась в Атлантик-Бич, штат Флорида.
Училась в школах «Duncan U. Fletcher High School» и в «University of North Florida», где она была членом содружества «Alpha Chi Omega».
До того, как попасть в шоу «Топ-модель по-американски», Уитни работала на местном уровне во Флориде и появилась на обложке журнала Jacksonville три раза.

### Топ-модель по-американски
Уитни боролась с 13 участницами 10 сезона шоу «Топ-модель по-американски» за главный приз. Её выбрали в полуфиналистки, чтобы она смогла начать бороться за главный приз шоу. На шоу девушке пришлось непросто: некоторые судьи критиковали её выступления как «поддельные». Первой на шоу была вызвана Тайрой Бэнкс после фотосессии по музыкальным жанрам. Девушка едва не ушла домой 4 раза, но всё же судьи предоставляли девушке шанс проявить себя.
В конце концов, Уитни оказалась в финале вместе с Аней Коп. Участвовала в показе Версаче. И в итоге девушка победила, и, следовательно, взяла титул Следующей топ-модели Америки, став первой девушкой размера плюс, которая выиграла конкурс.
"Я нахожусь здесь, потому что я чувствую себя лучшей на этом проекте, и я хочу, чтобы другие девушки в Америке тоже чувствовали себя лучшими, я искренне считаю, что девушки смотрят на меня и скажут, что я могу сделать, что ... я Следующая топ-модель Америки!"
Несмотря на то, что настоящий цвет волос Уитни каштановый, на шоу она перекрасилась в блондинку, нарастила волосы для участия в шоу. После окончания в шоу, она перекрасилась в тёмную блондинку.
В рамках шоу «Топ-модель по-американски» и по правилам шоу, Уитни получила контракт с CoverGirl — косметической фирмой и контракт с Elite Model Management. Также, она получила «Book cover» и 6 страниц в июльском журнале «Seventeen». Благодаря контракту с CoverGirl, Уитни снялась в рекламе и получила рекламу в печатных изданиях «Billboard» в «Times Square».

## Карьера
Томпсон была на обложке журнала «Jacksonville Magazine» в августе 2005, октябре 2005, марте 2006, и в августе 2008, а также в «Plus Model Magazine» в январе 2010, «Animal Fair Magazine», и «Supermodels Unlimited», сентябрь/октябрь 2008. Она также была лицом Smile Stylists, modeled for Metrostyle, «JC Penney», «People Magazine», «Diana Warner Jewelry», «Forever 21», «Saks Fifth Avenue», the face for Torrid, «Converse» «One Star», «Fashion Bug», и лицом кампании «Pure Energy/Target Corporation» осенью 2010 года.
Она также была послом «National Eating Disorders Association», и представителем «Fashion Bug».
Также работала с Covergirl вместе с Рианной.
В декабре 2009-январе 2010, Уитни стала образцом для «Faith 21 line by Forever 21».

## Параметры модели
1. Рост: 178 см
2. Вес: 85 кг
3. Объёмы: грудь — 94 см, талия — 81 см, бедра — 108 см

## Другие достижения
- Уитни была отмечена «Lifestyle MSN» в качестве одной из «самых влиятельных женщин 2008 года»[6].
- В 2009 году, Томпсон начала представлять украшения и свечи под названием «Supermodel»[7][8].